# Paso de la Mina 2.ª Sección (Barrial)
Paso de la Mina 2.ª Sección (Barrial) es una localidad del municipio de Huimanguillo ubicado en la subregión de la Chontalpa del estado mexicano de Tabasco.

## Geografía
La localidad de Paso de la Mina 2.ª Sección (Barrial) se sitúa en las coordenadas geográficas 17°57′10″N 93°41′27″O / 17.952778, -93.690833, a una elevación de 5 metros sobre el nivel del mar.

## Demografía
Según el Conteo de Población y Vivienda 2020, efectuado por el Instituto Nacional de Estadística y Geografía, la localidad de Paso de la Mina 2.ª Sección (Barrial) tiene 1,565 habitantes, de los cuales 754 son del sexo masculino y 811 del sexo femenino. Su tasa de fecundidad es de 2.84 hijos por mujer y tiene 394 viviendas particulares habitadas.
| Gráfica de evolución demográfica de Paso de la Mina 2.ª Sección (Barrial) entre 1980 y 2020 |
|                                                                                             |
| INEGI.                                                                                      |